# زیردریایی کی-۲۱
زیردریایی کی-۲۱ (به انگلیسی: Soviet submarine K-21) یک زیردریایی است که طول آن ۹۷٫۶۵ متر می‌باشد.